# 草氨酸
草氨酸是一种有机化合物，化学式为H2NC(=O)CO2H。它是白色固体，可溶于水，是草酸的单酰胺衍生物。草氨酸可以抑制LDHA。

## 化学性质
草氨酸可以和金属碳酸盐反应，形成草氨酸盐。